# Noqui
Noqui (auch Nóqui, früher auch Noki oder Nokki) ist eine Kleinstadt und ein Landkreis im Norden Angolas.

## Lage
Noqui liegt am Ufer des Flusses Kongo und an der Grenze zur Demokratischen Republik Kongo. Dort liegt direkt an Noqui angrenzend die Stadt Matadi.

## Geschichte
Eine deutsche Kongo-Expedition unter Eduard Schulze erwarb 1884 das Gebiet um Nokki (heute Noqui). Die Internationale Assoziation trat es 1885 ab, wobei die genauen Grenzen nicht bestimmt wurden. Es blieb jedoch eine deutsche Gebietserwerbung ohne Reichsschutz. Reichskanzler Bismarck, der gerade Gastgeber der Kongokonferenz in Berlin war, entzog der Unternehmung jede Unterstützung, und das Gebiet fiel am Ende der Konferenz an Portugal.

## Verwaltung
Noqui ist Sitz eines gleichnamigen Kreises (Município) in der Provinz Zaire. Der Kreis umfasst eine Fläche von 5275 km² mit etwa 45.000 Einwohnern (Schätzung 2014). Die Volkszählung 2014 soll fortan gesicherte Bevölkerungsdaten liefern.
Der Kreis Noqui setzt sich aus drei Gemeinden (Comunas) zusammen:
- Lufico
- Lulendo (auch Mpala)
- Nóqui

## Wirtschaft
Der Kreis ist stark landwirtschaftlich geprägt. Zu den Hauptanbauprodukten gehören Maniok mit 430 Hektar und Erdnüsse mit 162 Hektar, dazu kommen Zitrusfrüchten und Bananen, u. a. (Stand: Frühjahr 2014).